# Батлер, Ллойд
Ллойд Лемарр Батлер (англ. Lloyd LeMarr Butler; 11 ноября 1924, Спаркс, Невада — 19 мая 1991, Меса, Аризона) — американский гребец, выступавший за сборную США по академической гребле в конце 1940-х годов. Чемпион летних Олимпийских игр в Лондоне, победитель и призёр многих студенческих регат.

## Биография
Ллойд Батлер родился 11 ноября 1924 года в городе Спаркс, штат Невада.
Занимался академической греблей во время учёбы в Калифорнийском университете в Беркли, состоял в местной гребной команде «Калифорния Голден Бирс», неоднократно принимал участие в различных студенческих регатах, в частности в восьмёрках выигрывал чемпионат Межуниверситетской гребной ассоциации (IRA), дважды становился здесь серебряным призёром.
Наивысшего успеха в гребле на международном уровне добился в сезоне 1948 года, когда вошёл в основной состав американской национальной сборной и благодаря череде удачных выступлений удостоился права защищать честь страны на летних Олимпийских играх в Лондоне. В составе распашного экипажа-восьмёрки с рулевым в финале обошёл всех своих соперников, в том числе более чем на 10 секунд опередил ближайших преследователей из Великобритании, и тем самым завоевал золотую олимпийскую медаль.
Окончил университет в 1950 году. Впоследствии работал в нефтяной промышленности, занимал руководящие посты в компании Standard Oil.
Умер 19 мая 1991 года в Месе, штат Аризона, в возрасте 66 лет.